# تل محمد (إيران)
تل محمد هي قرية في مقاطعة سميرم، إيران. يقدر عدد سكانها بـ 334 نسمة بحسب إحصاء 2016.